# Riparia chinensis
El avión paludícola asiático o avión gorgigrís (Riparia chinensis) es una especie de ave paseriforme de la familia Hirundinidae propia del sur de Asia. Anteriormente se consideraba una subespecie del avión paludícola común.

## Distribución y hábitat
La avión paludícola asiático se encuentra en hábitats abiertos como herbazales, sabanas y cultivos, generalmente cercanos al agua. Se extiende desde Tayikistán, por Afganistán el subcontinente indio hasta el sur de China y Taiwán, y parte del sudeste asiático, incluido el norte de Filipinas.